# ست لئونردس (باكينجهامشير)
ست لئونردس (بالإنجليزية: St Leonards, Buckinghamshire)‏ هي قرية تقع في المملكة المتحدة في باكينجهامشير.